# Peaches (piosenkarka)
Peaches, właściwie Merrill Beth Nisker (ur. 11 listopada 1968 w Toronto) – kanadyjska piosenkarka, producent muzyczny, autorka tekstów piosenek.
Jest znana z prowokacyjnego stylu. Jej teksty piosenek dotyczą seksualności i kwestionują normy płci. Jak sama twierdzi, muzyka, którą wykonuje, mieści się w gatunku sex-electronic z elementami rock and rolla. Magazyn Rolling Stone określił ją mianem „królowej electro-punku”. Utwory artystki wykorzystywano m.in. w serialach stacji Showtime, The L Word i Brzydula Betty.

## Dzieciństwo
Merrill Beth Nisker urodziła się w Toronto w prowincji Ontario. Ma korzenie polsko-żydowskie. Uczęszczała do żydowskiej szkoły, gdzie zajęcia prowadzono w języku angielskim i hebrajskim. Zanim rozpoczęła karierę pod pseudonimem Peaches, pracowała jako nauczycielka oraz niezależnie zajmowała się tworzeniem muzyki.

## Kariera

### Mermaid Cafe, Fancypants Hoodlum, the Shit
W latach 90. Merrill Beth Nisker była członkiem folkowego trio Mermaid Cafe. Nazwę grupy zaczerpnięto z piosenki Joni Mitchell „Carey”. W 1995 wydała pierwszy album Fancypants Hoodlum, sygnowany jej imieniem i nazwiskiem. W tym samym roku zaczęła występować w zespole the Shit. Przepełniona seksem muzyka rockowa wpłynęła na metamorfozę artystki, która w tym samym czasie przyjęła pseudonim Peaches. Pseudo zostało zainspirowane utworem Niny Simone „Four Women”, gdzie piosenkarka krzyczy na końcu: My name is Peaches! (pol. „Nazywam się Peaches!”).
W Toronto, zanim osiągnęła sukces w Europie, była współlokatorką piosenkarki indie pop Leslie Feist, która wpłynęła na jej wokale z albumu The Teaches of Peaches.

### The Teaches of Peaches
W 1998, po nagraniu sześciu wersji utworu „Lovertits”, Peaches przeniosła się do Berlina. Podczas wizyty jej przyjaciela, piosenkarza Chilly’ego Gonzalesa, dała koncert, na którym obecni byli berlińscy przedstawiciele wytwórni Kitty-Yo. Zaproponowali jej, aby nagrała nowy album, w zaprezentowanym wcześniej stylu. Artystka wróciła do Toronto, gdzie wyprodukowała ostateczną wersję piosenki „Lovertits”. Utwór wydano jako singel latem 2000.
Jesienią tego samego roku ukazał się długogrający, studyjny album The Teaches of Peaches (nauki Peaches). Tytuł to fragment tekstu piosenki „Fuck the pain away” z tejże płyty.

W ramach promocji, Peaches wystąpiła w brytyjskim programie telewizyjnym „Top of the Pops”. Występ uznano za zbyt pikantny.
Po wydaniu „The Teaches of Peaches”, Nisker podpisała kontrakt z europejskim oddziałem wytwórni Sony Music Entertainment. Dzięki temu pozyskała budżet na realizację teledysku do singla „Set it off”. Po wydaniu produkcji, Sony zakończyło współpracę. Przyczyną miały być niezadowalające efekty projektu.

### Fatherfucker
W 2003 wydała drugi studyjny album „Fatherfucker” (tłum. ojcojebca, a także wulgarne określenie na osobę homoseksualną). Podczas tworzenia wydawnictwa, artystka inspirowała się muzyką Marilyna Mansona i Queens Of The Stone Age. Po raz kolejny sama wyprodukowała płytę i napisała wszystkie teksty piosenek. W singlu „Kick It” gościnnie wystąpił Iggy Pop. W wywiadzie dla magazynu Rolling Stone, utwór ten opisała jako bardziej o rock and rollu niż o seksie.
Za „Fatherfucker” została nominowana do GLAAD Media Awards w kategorii Najlepszy Artysta Muzyczny. Wraz z nią nominowani byli: Rufus Wainwright, Meshell Ndegeocello, Junior Senior i Bitch and Animal. Nagrodę zwyciężył Rufuse Wainwright.

### Impeach My Bush
Na trzecim albumie „Impeach My Bush”, wydanym w 2006, do współpracy zostali zaproszeni Joan Jett, Greg Kurstin, Josh Homme, Samantha Maloney, Beth Ditto, Feist, Dave Catching, Brian O'Connor i Radio Sloan.
Tytuł i zawartość albumu wyraża niezadowolenie z rządów George’a Busha (zachęca do otwarcia procedury zwanej impeachment, która formalnie oskarża o przestępstwa osoby chronione immunitetem i zajmujące wysokie stanowiska państwowe).
Wiosną 2006 uformowała się kapela będąca pobocznym projektem Kanadyjki – The Herms (skrót od ang. Hermaphrodite, pol. Hermafrodyta). W skład formacji wchodziły JD Samson, Samantha Maloney, Peaches oraz Radio Sloan.
Grupa występowała jako support przed koncertami Nine Inch Nails i Bauhaus w drugiej części ich letniej trasy po Stanach Zjednoczonych.
Za album „Impeach My Bush” Peaches została nominowana do GLAAD Media Awards w kategorii Najlepszy artysta muzyczny. Wraz z nią nominowani byli: Ditty Bops, Owen Pallett, Pet Shop Boys i Scissor Sisters. Nagrodę zwyciężył zespół Scissor Sisters.
W 2008 artystka wystąpiła na Parklife Festival w Australii. Wraz z nią zagrała jej obecna kapela, Peaches & Sweet Machin.

### I Feel Cream
Album „I Feel Cream” wydano 4 maja 2009 w Europie, a 5 maja w Ameryce Północnej.

## Życie prywatne i poglądy

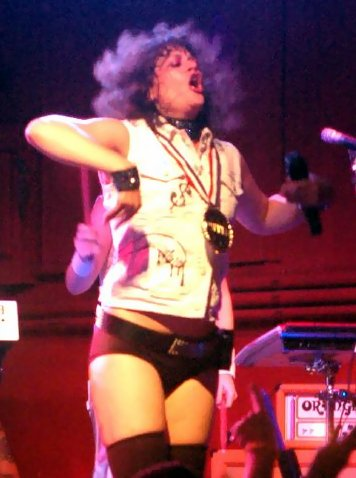
Peaches podczas jednego ze swoich występów

Peaches jest osobą biseksualną.
Głównym tematem jej piosenek jest tożsamość płciowa. Kompozycje opierają się na erotyzmie, seksualności czy wulgarności. W swoich tekstach często kwestionuje tradycyjne role płci. Świadomie zaciera różnicę między kobietą a mężczyzną. Za przykład może posłużyć okładka płyty „Fatherfucker”, gdzie ukazana jest z czarną brodą. W wywiadach przyznawała, że teksty powstały w czasie gdy była pod wpływem alkoholu, narkotyków lub podczas masturbacji.

## Dyskografia

### Albumy
- Fancypants Hoodlum (1995, jako Merrill Nisker)
- The Teaches of Peaches (2000)
- Fatherfucker (2003)
- Impeach My Bush (2006)
- I Feel Cream (2009)
- Rub (2015)

### Single
| Rok       | Tytuł                                     | Najwyższa pozycja i notowanie | Najwyższa pozycja i notowanie | Najwyższa pozycja i notowanie | Najwyższa pozycja i notowanie | Najwyższa pozycja i notowanie | Album                  |
| Rok       | Tytuł                                     | UK                            | UK Dance Chart                | Ultratop                      | FRA                           | AUT                           | Album                  |
| --------- | ----------------------------------------- | ----------------------------- | ----------------------------- | ----------------------------- | ----------------------------- | ----------------------------- | ---------------------- |
| 2000      | „Lovertits”                               | –                             | –                             | –                             | –                             | –                             | The Teaches of Peaches |
| 2001/2002 | "Set It Off”                              | 36                            | –                             | –                             | –                             | –                             | The Teaches of Peaches |
| 2003      | "Rockshow”                                | –                             | –                             | –                             | –                             | –                             | The Teaches of Peaches |
| 2003      | „Operate”                                 | 112                           | –                             | –                             | –                             | –                             | Fatherfucker           |
| 2003      | „Shake Yer Dix”                           | 97                            | 1                             | 27                            | –                             | –                             | Fatherfucker           |
| 2004      | „Kick It” (Peaches featuring Iggy Pop)    | 39                            | –                             | –                             | –                             | –                             | Fatherfucker           |
| 2006      | "Downtown”                                | 50                            | 5                             | –                             | –                             | –                             | Impeach My Bush        |
| 2006      | „Boys Wanna Be Her”                       | –                             | –                             | –                             | –                             | –                             | Impeach My Bush        |
| 2007      | "Wild Thing” (Tone Loc featuring Peaches) | –                             | –                             | –                             | –                             | –                             | Non-album single       |
| 2009      | "Talk to Me” / „More”                     | –                             | –                             | –                             | 99                            | 51                            | I Feel Cream           |
| 2009      | „Lose You”                                | –                             | –                             | 11                            | –                             | –                             | I Feel Cream           |
| 2009      | "I Feel Cream”                            | –                             | –                             | –                             | –                             | –                             | I Feel Cream           |

## Filmografia
| Rok  | Film           | Rola     |
| ---- | -------------- | -------- |
| 2001 | Chromezone XXX | Ona sama |
| 2002 | Hideous Man    | Poeta    |
| 2010 | Ivory Tower    | Marsha   |

## Nagrody i nominacje
| Rok                          | Kategoria                          | Styl              | Nagranie          | Uwagi     |
| ---------------------------- | ---------------------------------- | ----------------- | ----------------- | --------- |
| GLAAD Awards                 |                                    |                   |                   |           |
| 2004                         | Najlepszy artysta muzyczny         | Muzyka i Teatr    | Fatherfucker      | Nominacja |
| 2007                         | Najlepszy artysta muzyczny         | Muzyka i Teatr    | Impeach My Bush   | Nominacja |
| MVPA Awards                  |                                    |                   |                   |           |
| 2007                         | Najlepsza charakteryzacja          | Teledysk          | Boys Wanna Be Her | Nominacja |
| UK Music Video Awards        |                                    |                   |                   |           |
| 2009                         | Najlepsza stylizacja               | Teledysk          | Talk to Me        | Nominacja |
| The Independent Music Awards |                                    |                   |                   |           |
| 2010                         | Artysta muzyki elektronicznej roku | Dance/Elektronika | –                 | Wygrana   |